# Брауновский университет

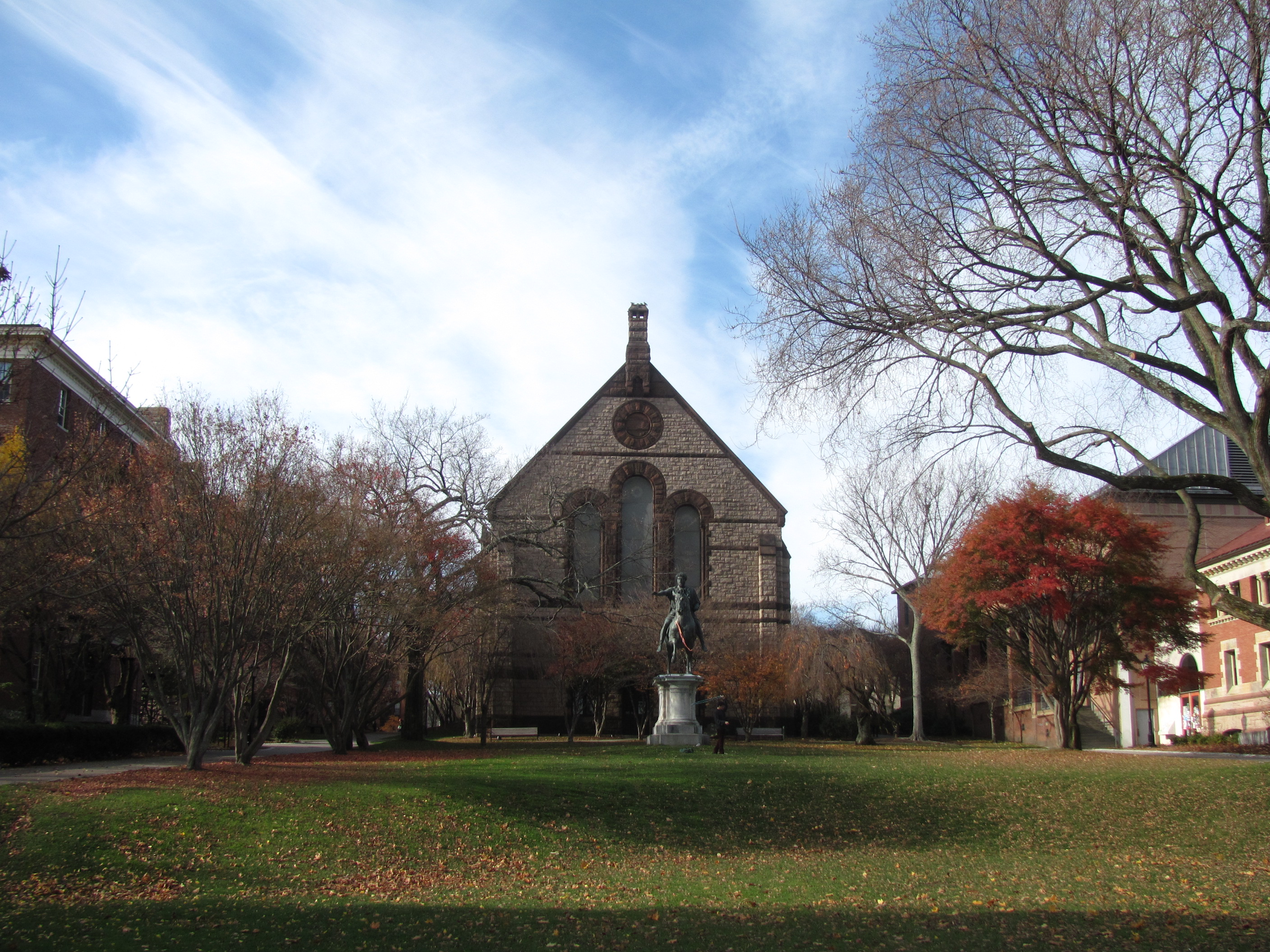

Брауновский университет, или Университет Брауна (англ. Brown University) — один из наиболее престижных частных университетов США, расположенный в городе Провиденсе, штата Род-Айленд. Седьмой из старейших национальных университетов и один из девяти колониальных колледжей. Основан в 1764 году как Колледж Род-Айленда, в 1804 году переименован в честь Николаса Брауна-младшего, одного из выпускников университета и члена семьи Браунов, которые играли большую роль в организации и администрации университета. Первый колледж в США, который принимал студентов независимо от их религиозной принадлежности.
Входит в элитную Лигу плюща, с 1933 года является членом Ассоциации американских университетов. В 2015 году Брауновский университет занял 75 позицию в Академическом рейтинге университетов мира, и 8 строчку в рейтинге лучших вузов США по версии Forbes.
Брауновский университет известен своей необычной учебной программой, т. н. Новой программой, начатой в 1969 году. По этой программе студенты имеют полный выбор предметов (нет обязательных предметов) и могут получать зачёт/незачёт вместо оценки по любому предмету, если им так больше нравится. Либеральная программа обучения университета часто является предметом ссылок в популярной культуре.
Кроме этого, университет является единственным университетом США, имеющим факультеты египтологии (см. также Институт Жуковски) и истории математики.
По состоянию на ноябрь 2019 года 8 лауреатов Нобелевской премии были связаны с Университетом Брауна в качестве выпускников, преподавателей или исследователей. Кроме того, в число преподавателей и выпускников Университета Брауна входят 5 лауреатов Национальной гуманитарной медали США и 10 лауреатов Национальной научной медали США. Среди других известных выпускников 8 миллиардеров, главный судья Верховного суда США, 4 госсекретаря США и другие должностные лицами правительства США, 54 членов Конгресса Соединенных Штатов, 56 стипендиатов Родса, 52 стипендиата Гейтс Кембриджа, 49 стипендиатов Маршалла, 14 стипендиатов Мак-Артура, 23 лауреата Пулитцеровской премии, различные члены королевской семьи и дворян, а также лидеры и основатели компаний из списка Fortune 500.
Университет располагается на верху холма в окружении зданий из красного кирпича, построенных в колониальном и георгианском стилях.
Также некоторые фотографии Брауновского университета послужили для создания фонов визуальной новеллы Katawa Shoujo

## Структура университета
Университет состоит из трёх основных академических отделений:
- Колледж для студентов-соискателей степени бакалавра
- Аспирантура для аспирантов-соискателей степеней магистра и доктора философии
- Медицинское отделение для соискателей степени доктор медицины

Степень бакалавра наук или бакалавра искусств присуждается в следующих областях:
- Американская цивилизация
- Антропология
- Антропология-Лингвистика
- Археология Европы, Азии и Африки
- Архитектура
- Астрономия
- Биология
- Биология человека
- Биофизика
- Биохимия и Молекулярная биология
- Вычислительная биология
- Геобиология
- Геология
- Геофизика
- Геохимия
- Государственные и частные организации
- Государственная политика
- Древняя история
- Египтология
- Изобразительное искусство
- Инженерные науки:
  - Биомедицинская техника
  - Химическое машиностроение
  - Строительство
  - Вычислительная техника
  - Электротехника
  - Материаловедение
  - Машиностроение
- Инженерные науки-Экономика
- Инженерные науки-Физика
- Информатика
- Информатика-Экономика
- Исследования об Африке
- Исследования о Ближнем Востоке
- Исследования о Восточной Азии
- Исследования о Германии
- Исследования о городской жизни
- Исследования о Испаноговорящих странах
- Исследования об Италии
- Исследования об иудаизме и евреях
- Исследования о Латинской Америке
- Исследования о поздней античности
- Исследования о Португалии и Бразилии
- Исследования о развивающихся странах
- Исследования о религии
- Исследования о роли пола
- Исследования о славянских народах
- Исследования о Средних веках
- Исследования о Франции
- Исследования о Южной Азии
- История
- История искусства и архитектуры
- Классические науки:
  - Латынь
  - Греческий язык
  - Латынь и Греческий язык
  - Классические науки и Санскрит
- Когнитивная нейробиология
- Когнитивные науки
- Лингвистика
- Литература и культура-Английский язык
- Морская биология
- Математика
- Математика-Информатика
- Математика-Физика
- Международные отношения
- Музыка
- Нейробиология
- Охрана здоровья
- Педагогика: не специальность, даёт сертификат штата, разрешающий преподавать в средней школе
- Педагогические науки
- Политология
- Прикладная математика
- Прикладная математика-Биология
- Прикладная математика-Информатика
- Психология
- Секс и общество
- Семиотика
- Семиотика-Французский язык
- Современная культура
- Современная культура-Немецкий язык
- Современная культура-Итальянский язык
- Социология
- Сравнительная филология
- Статистика
- Театральное искусство
- Философия:
  - Философия
  - Этика и Политическая философия
  - Логика и Философия науки
- Физика
- Химическая физика
- Химия
- Экология
- Экономика:
  - Экономика
  - Экономика и Бизнес
  - Математическая экономика
- Этнология
- Этика биологии и медицины

## Дополнительное военное образование
В Брауновском университете отсутствуют собственные курсы подготовки офицеров резерва (ROTC). Однако в соответствии с соглашениями о перекрёстном зачислении, которые университет заключил с тремя другими гражданскими образовательными учреждениями высшего образования, которые имеют подобные курсы, студенты, обучающиеся на степень бакалавра в Брауновском университете, имеют возможность одновременно пройти обучение по программам ROTC в соответствующих учебных заведениях, с которыми заключены указанные соглашения. В частности, студентам, имеющим гражданство США, доступно обучение по программам Army ROTC при Провиденском колледже, Naval ROTC при Колледже Святого Креста, Air Force ROTC при Вустерском политехническом институте, которые готовят офицеров для нужд, соответственно, Армии США, Военно-морских сил США и Корпуса морской пехоты США, Военно-воздушных сил США.